# تست کومبس
تست کومبس برای شناسایی آنتی‌بادی‌هایی است که به گلبولهای قرمز می‌چسبند و آن‌ها را حساس می‌سازند ولی قادر به آگلوتینه کردن گلبولها نمی‌باشند به این آنتی‌بادی‌ها، آنتی‌بادی‌های ناقص ویا آنتی‌بادی‌های مسدود کننده(Bloking Ab) گفته می‌شود. به جز آنتی‌بادی‌های ناقص اجزای C3,C4 کمپلمان هم قادر به حساس کردن گلبولهای قرمز می‌باشد.
این تست به دو روش مستقیم و غیر مستقیم انجام می‌شود . اساس این تست بر ایجاد شبکه بین آنتی بادی‌های ناقص در سطح گلبول‌های قرمز حساس شده (توسط Human Anti-Globulin Anti-IgG) برای ایجاد آگلوتیناسیون می‌باشد .

## مراحل
آزمایش کومبس در دو مرحله روی می‌دهد:
1. مرحله حساس شدن
2. مرحله افزودن آنتی‌هیومن‌گلوبین (معرف کومبس)

### تست کومبس مستقیم
در این آزمون آنتی بادی‌های متصله به گلبول‌های قرمز بررسی می‌شود. آنتی بادی‌ها ممکن است در اثر بیماری، در اثر مصرف برخی داروها یا در زمان انتقال خون و یا درنوزاد تازه متولد با Rh مثبت که مادر وی Rh منفی بوده ایجاد شده باشند. این آزمون در آنمی‌های همولیتیک مثبت گزارش می‌شود.
روش تست کومبس مستقیم
تست کومبس مستقیم برای تشخیص آنتی بادی هایی که به سطح گلبول های قرمز چسبیده اند استفاده می شود. بسیاری از بیماری ها و داروها می توانند باعث این امر شوند. این آنتی بادی ها گاهی گلبول های قرمز را از بین می برند و باعث کم خونی می شوند.
آزمایش کومبس معمولا روی نمونه خون نوزاد تازه متولد شده ای انجام می شود که در هنگام تولد به زردی مبتلا است. دو فرم متداول شناخته شده در این نوع همولیز که با واسطه آنتی بادی در بدن نوزادان صورت می گیرد عبارتند از، ناسازگاری Rh و ناسازگاری ABO.
یک سوسپانسیون سلولی ۵٪ در محلول نمکی سالین ایزوتونیک از گلبول های قرمز خونی تهیه کنید.
با پیپت تمیز یک قطره از سوسپانسیون سلولی آماده شده را به یک لوله کوچک اضافه کنید.
در صورتی که پیپت‌های مناسبی برای انجام این آزمایش ندارید، میتوانید از مجموعه نیاز طب سلامت پیپت پاستور 3CC را برای انجام این تست تهیه کنید.
سلول ها را سه بار با نرمال سالین شست و شو دهید تا تمام آثار سرمی از بین برود.
پس از آخرین شستشو کاملاً سالین آب گیری شود.
دو قطره سرم AHG اضافه کنید.
خوب مخلوط کرده و به مدت یک دقیقه در دور rpm1500 سانتریفیوژ کنید.
سپس سلول ها را از نظر آگلوتیناسیون، به صورت ماکروسکوپی و میکروسکوپی بررسی کنید.

### تست کومبس غیر مستقیم
در این تست آنتی بادی‌های سرم مشخص می‌شود. این آنتی بادی‌ها می‌توانند به گلبول‌های قرمز حمله کنند ولی به آن‌ها متصل نمی‌شوند. معمولاً برای یافتن آنتی بادی‌های گیرنده یا دهنده خون قبل از انجام انتقال خون انجام می‌شود. همچنین برای تعیین این که زن باردار (در اوایل بارداری) Rh مثبت یا منفی دارد انجام می‌شود. اگر Rh منفی باشد، باید برای حفاظت از جنین اقداماتی انجام شود.
روش انجام آزمایش کومبس غیر مستقیم
روش انجام آزمایش کومبس غیر مستقیم (Indirect Coombs Test) به منظور شناسایی آنتی بادی های آزاد در پلاسمای خون که به گلبول های قرمز متصل نیستند، انجام می شود. این آزمایش به ویژه در موارد مربوط به انتقال خون و ناسازگاری های خونی کاربرد دارد. مراحل انجام این آزمایش به شرح زیر است:
جمع آوری نمونه خون: ابتدا نمونه خون از بیمار گرفته می شود و پلاسمای خون از آن جدا می شود.
اضافه کردن گلبول های قرمز خونی: گلبول های قرمز خونی که از قبل شناخته شده اند و به عنوان گلبول های آزمایشی استفاده می شوند، به نمونه پلاسمای بیمار اضافه می شوند. این گلبول ها معمولاً به گونه ای انتخاب می شوند که دارای آنتی ژن های مشخصی باشند.
```
انکوباسیون: ترکیب پلاسمای بیمار و گلبول های قرمز آزمایشی برای مدت زمان مشخصی (معمولاً ۱۵ تا ۶۰ دقیقه) در دمای اتاق انکوباسیون می شود تا آنتی بادی های موجود در پلاسما با آنتی ژن های روی گلبول های قرمز آزمایشی واکنش دهند.
```

شستشوی گلبول های قرمز: پس از انکوباسیون، گلبول های قرمز با استفاده از محلول نمکی شسته می شوند تا آنتی بادی های غیر متصل و اضافی از محیط شسته شوند.
اضافه کردن آنتی گلوبولین انسان: پس از شستشو، آنتی گلوبولین انسان به نمونه اضافه می شود. اگر آنتی بادی ها به گلبول های قرمز متصل شده باشند، آنتی گلوبولین باعث آگلوتیناسیون (تجمع و چسبندگی) گلبول ها می شود.
```
مشاهده واکنش: در صورت مشاهده آگلوتیناسیون، نتیجه آزمایش مثبت است که نشان دهنده وجود آنتی بادی های آزاد در پلاسمای بیمار است.
```

این روش به پزشکان کمک می کند تا وجود آنتی بادی های غیر متصل را شناسایی و از تطابق مناسب خون در انتقال خون اطمینان حاصل کنند.